# Кошкин, Андрей Евдокимович
Андре́й Евдоки́мович Ко́шкин (1922—1958) — младший сержант Рабоче-крестьянской Красной Армии, участник Великой Отечественной войны, Герой Советского Союза (1944).

## Биография
Родился 18 декабря 1922 года в селе Большое Подберезье (ныне — Кайбицкий район Татарстана). После окончания сельской школы работал в колхозе. Позднее переехал в город Волжск Марийской АССР, работал на бумажном комбинате. 
В июне 1941 года был призван на службу в Рабоче-крестьянскую Красную Армию. С августа 1942 года — на фронтах Великой Отечественной войны. К сентябрю 1943 года гвардии младший сержант Андрей Кошкин был разведчиком 106-й отдельной разведроты 110-й гвардейской стрелковой дивизии 37-й армии Степного фронта. Отличился во время битвы за Днепр.
5 сентября 1943 года во главе разведгруппы пробрался во вражеский тыл и вместе с товарищами уничтожил склад боеприпасов и 15 вражеских солдат и офицеров. Возвращаясь, группа была атакована засадой противника, но сумела отбиться, взяв 5 немецких солдат в плен. 29 сентября 1943 года вместе с группой бойцов переправился через Днепр и провёл разведку вражеской огневой системы. 5 октября 1943 года в районе села Куцеволовка Онуфриевского района Кировоградской области Украинской ССР разведгруппа уничтожила склады боеприпасов и топлива, а также захватила в плен несколько немецких солдат. В ночь с 8 на 9 октября в том же районе Андрей Кошкин в числе первых ворвался в расположение противника и уничтожил огневую точку и пулемёт противника, а также 3 вражеских солдат.
Указом Президиума Верховного Совета СССР «О присвоении звания Героя Советского Союза офицерскому, сержантскому и рядовому составу Красной Армии» от 22 февраля 1944 года за «образцовое выполнение боевых заданий командования при форсировании реки Днепр, развитие боевых успехов на правом берегу реки и проявленные при этом отвагу и геройство» был удостоен высокого звания Героя Советского Союза с вручением ордена Ленина и медали «Золотая Звезда» за номером 2495.
После окончания войны был демобилизован. Вернулся в Волжск, продолжил работать на бумажном комбинате. Скоропостижно скончался 30 января 1958 года.
Был также награждён орденом Красного Знамени и рядом медалей.

## Память
- В его честь названа улица и установлен бюст в Волжске[1].
- Мемориальная доска в память об Андрее Кошкине установлена Российским военно-историческим обществом на здании Большеподберезинской средней школы Кайбицкого района, где он учился.